# 新井翔太 (実業家)
新井 翔太（あらい しょうた、1991年8月8日 - ）は日本の実業家。執筆家、セミナー講師としても活動する。

## 概要
NINJAPAN株式会社代表取締役社長。
米国ファンド、外資系投資銀行を経て、NINJAPAN株式会社を設立する。
コロナ禍で一変した就職活動に対して、戦略的なキャリア構築サービスを提供。外銀、外コン、商社などトップ企業への内定を実現する「Abuild就活」を運営している。

## 来歴
1991年8月8日、兵庫県川西市に生まれる。甲陽学院中学校・高等学校を経て、2010年に京都大学総合人間学部に進学する。
アメリカ留学中に米国投資ファンドで約2ヶ月のインターンに参加}。また、シアトルの社会人野球ピュージェット・サウンド・シニア・ベースボールリーグで投手としてプレーした。。
在学中の2013年に『ゆとり京大生の大学論　学生たち自らが大学教育とは何かを問う!』（ナカニシヤ出版）の共編者の一人となる。
2014年大学卒業、京都大学大学院人間・環境学研究科に進み、修士課程を修了。
ドイツ証券に就職し、投資銀行本部でM&A提案、株式発行、債権引受等の業務に従事。
M&Aにおいては、クロスボーダー案件や数兆円の案件に携わる。株式発行においては、通常のPO以外にも、売出・第三者割・新株予約権付社債の抱き合わせスキームも経験。
債券引受においては複数の数千億円の案件を担当する。当時、「外資就活ドットコム」に取材記事が掲載された。
ドイチェ・アセット・マネジメント株式会社に異動。投資銀行時代の企業分析や業界分析よりもマクロな視点での市場分析業務や、一般投資家に対してのアドバイザリー業務に従事。その後、幼い頃からの夢である小説家になるべく会社を辞め、兵庫に戻る。
2020年1月、NINJAPAN株式会社を設立。「観光資源の発掘」というミッションのもと、2020年1月に事業をスタート。馴染みの京都で海外からの観光者向けに観光ガイド事業を開始する。祇園に『祇園あら井』を開店する。
しかし、新型コロナウイルス感染症流行の影響で休業。これまでの自分の経歴で日本を復興するためにできることを考え、自分一人の力よりも若者の育成に力を入れることを決意し、就活コーチングの『Abuild就活』を開始した。
最近では、WEBテスト対策用の書籍を監修。
就活を成功に導くプロセスを体系化させた書籍を出版した。
また、ビジネスインサイダー
、
ダイヤモンドオンライン、
日経ビジネス
などから取材を受ける。

## 書籍
- （安達千李・大久保杏奈・竹内彩帆・萩原広道・柳田真弘との共編）『ゆとり京大生の大学論 学生たち自らが大学教育とは何かを問う!』ナカニシヤ出版、2013年 ISBN 9784779507779
- 『スピード攻略Webテスト TG-WEB'24年版 (2024年版) 』成美堂出版、2022年　ISBN 4910739041
- 『外資系投資銀行まで完全攻略 最強の就活フレームワークABUILD(アビルド)』PHPエディターズ・グループ出版、2022年 ISBN 4415235573